# Kermes muhlisi
Kermes muhlisi är en insektsart som beskrevs av Bodenheimer 1941. Kermes muhlisi ingår i släktet Kermes och familjen eksköldlöss.
Artens utbredningsområde är Turkiet. Inga underarter finns listade i Catalogue of Life.